# Bataille de Borota
 (octobre 2023).
Si vous disposez d'ouvrages ou d'articles de référence ou si vous connaissez des sites web de qualité traitant du thème abordé ici, merci de compléter l'article en donnant les références utiles à sa vérifiabilité et en les liant à la section « Notes et références ».
Guerre civile tchadienne
Batailles
- Adré
- Borota
- 1re N'Djaména
- Abou Goulem
- Massakory
- Massaguet
- 2de N'Djaména
- Am Zoer
- Am Dam
- Tamassi

La bataille de Borota est livrée le 6 janvier 2006, durant la guerre civile tchadienne. Elle oppose les milices Janjawid soudanaises, à l'armée nationale tchadienne à la suite du raid mené par les milices Janjawid dans la ville tchadienne de Borota.

## Contexte
Le 18 décembre 2005, des membres du Rassemblement pour la démocratie et la liberté et du SCUD attaquent la ville d'Adré, près de la frontière soudanaise. Il s'agit de la troisième attaque dans la région en quelques jours.
Le lendemain, le leader du SCUD annonce détenir le contrôle sur la ville. Les combats provoquent la mort de 100 à 300 rebelles, trois à cinq soldats et trois civils. Un hélicoptère de l'armée régulière fut détruit et un autre gravement endommagé. 
Le ministre tchadien de la communication accuse le gouvernement soudanais, tandis que le porte-parole du ministère soudanais des affaires étrangères nia tout soutien aux rebelles. Le Tchad se déclare en guerre, et fut accusé en retour par le Soudan de violer son espace aérien.

## Déroulement
Le 6 janvier 2006, des milices Janjawid traversent la frontière pour attaquer les villes de Borota, Adé et de Moudaina, tuant neuf civils et en blessant trois autres. Human Rights Watch confirma le raid, ainsi que d'autres visant une quarantaine de villages dans la région de Borota et dénombra 16 morts et 6 blessés entre le 16 et le 20 janvier.